# 付人
付人（日语：／ Tsukibito */?），是日本傳統藝能中的一種不成文做法，新入門的徒弟負責處理師傅與師兄的一切雜務，籍以磨練弟子的技巧與毅力。由打掃至護衛也是他們工作一部分。

## 大相撲
在日本的大相撲文化，付人又稱內弟子。一個相撲部屋中每個關取基本都有一個付人負責日常雜務，等級越高人數越多，橫綱最多可有10人。如果部屋沒合適的人，就會向同門其他部屋借人。這些付き人都是幕下級別力士。
如一力士失去關取地位，就會成為付人；他的師傅為激勵他，可能指派他為某位關取的付人，使他重新振作。

## 另見
- 師徒制
- 學長學弟制